# Jasna (jezioro)
Jasna – jezioro w Kranjskiej Gorze. 
Na jezioro o powierzchni 2,2 ha składają się dwa połączone z sobą sztuczne zbiorniki wodne u zbiegu potoków Velika Pišnica i Mala Pišnica, przy drodze w kierunku przełęczy Vršič. Początki jeziora datowane są na lata 30. XX w., gdy powstał tam odkryty basen zamknięty po kilku latach, natomiast druga część jeziora powstała w latach 90. XX w. w miejscu żwirowni.
Nad brzegiem jeziora znajduje się posąg koziorożca, stworzony w latach 1986-1988 przez rzeźbiarza Stojana Batiča.